# Markus Emke
Markus Joannes Emke –conocido como Mark Emke– (Ámsterdam, 18 de julio de 1959) es un deportista neerlandés que compitió en remo. Ganó tres medallas en el Campeonato Mundial de Remo entre los años 1978 y 1990.

## Palmarés internacional
| Campeonato Mundial | Campeonato Mundial     | Campeonato Mundial | Campeonato Mundial        |
| Año                | Lugar                  | Medalla            | Prueba                    |
| ------------------ | ---------------------- | ------------------ | ------------------------- |
| 1978               | Copenhague (Dinamarca) | Medalla de plata   | Ocho con timonel ligero   |
| 1979               | Bled (Yugoslavia)      | Medalla de bronce  | Ocho con timonel ligero   |
| 1990               | Tasmania (Australia)   | Medalla de bronce  | Cuatro sin timonel ligero |